# Lepanthes hastata
Lepanthes hastata är en orkidéart som beskrevs av Carlyle August Luer. Lepanthes hastata ingår i släktet Lepanthes och familjen orkidéer.
Artens utbredningsområde är Bolivia. Inga underarter finns listade i Catalogue of Life.